# Didier Bourdon
Pour les articles homonymes, voir Bourdon.
Didier Bourdon est un humoriste, acteur, scénariste, réalisateur, compositeur, producteur de cinéma et chanteur français né le 23 janvier 1959 à Alger (Département d'Alger).
Il commence au café-théâtre en 1982, puis crée le trio comique Les Inconnus avec Pascal Légitimus et Bernard Campan, avec notamment l'émission La Télé des Inconnus qui connut un grand succès au début des années 1990.
Depuis cette décennie, avec ou sans ses camarades des Inconnus, Didier Bourdon enchaîne les projets au cinéma, à la télévision ou au théâtre, principalement dans le registre de la comédie.

## Biographie

### Jeunesse et révélation comique avec les Inconnus
Didier Bourdon naît le 22 janvier 1959 à Alger (département d'Alger) en Algérie française. Étant déclaré le lendemain, sa date de naissance officielle est le 23 janvier 1959. Né d'un père agent EDF né à Pointe-à-Pitre aux origines lorraines et bordelaises et d'une mère au foyer, il a un frère aîné et une sœur cadette.
Sa famille maternelle, comme beaucoup de pieds-noirs, est rapatriée en France en 1962. Elle habite d’abord à Bourg-en-Bresse, Paris, puis Biarritz, Mulhouse avant de s’établir à Saint-Germain-en-Laye, au gré des mutations professionnelles du père de Didier Bourdon.
À 11 ans, en 1970, il monte une pièce de Courteline avec ses amis de collège. À 20 ans, en 1979, il entre au Conservatoire national (promotion 1981) avec comme camarade de jeu Christophe Lambert.
En 1982, il s'installe à Paris et débute au Petit Théâtre de Bouvard. C’est là qu’il rencontre Bernard Campan, Pascal Légitimus, Smaïn, ainsi que Seymour Brussel. Entre 1986 et 1988 se formera le trio des « Inconnus », consacré par le Molière du rire en 1991.
Cet énorme succès critique et commercial est confirmé au grand écran avec Les Trois Frères, qu'il réalise avec Bernard Campan, et récompensé par le César du meilleur premier film. Ils enchaîneront avec plusieurs autres films : Le Pari, en 1997 ; L'Extraterrestre, en 2000, et Les Rois mages, en 2001.

### Carrière en solo (2003)

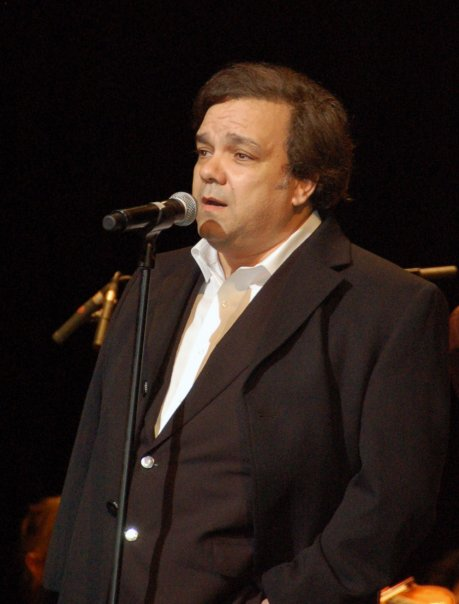
Didier Bourdon à la cérémonie des Étoiles d'or du cinéma français en février 2009.

L'année 2003 est celle de l'émancipation : il incarne Louis XV dans Fanfan la Tulipe, comédie de cape et d'épée de Gérard Krawczyk, puis joue et réalise Sept Ans de mariage, comédie sur le couple dont il partage l'affiche avec Catherine Frot.
Le 13 juin 2005, il sort une chanson consacrée à la liberté d'expression intitulée On peuplu rien dire.
Si la satire Vive la vie, d'Yves Fajnberg, passe inaperçue en 2005, sa collaboration à la mise en scène de Madame Irma en 2006, où il incarne un homme d'affaires licencié qui choisit de se reconvertir dans la voyance, connaît un joli succès commercial. La même année, il tient un rôle secondaire dans la comédie dramatique champêtre Une grande année, de Ridley Scott.
En 2008, Bouquet Final, de Michel Delgado est un échec. Il tente donc de revenir vers la comédie sur le couple en 2009, avec Bambou, dont il signe la mise en scène et partage cette fois l'affiche avec Anne Consigny. C'est un autre échec critique et commercial.

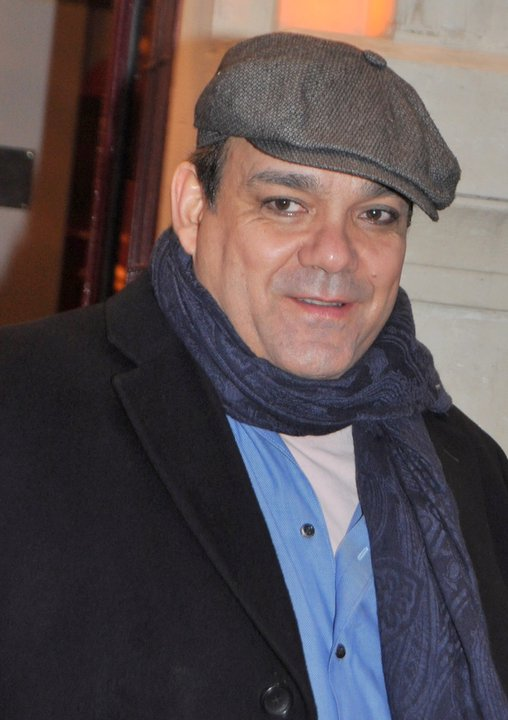
Didier Bourdon en 2010.

### Diversification puis retrouvailles (2012-2014)
Il s'éloigne des plateaux jusqu'en 2012, et revient en participant à une comédie musicale décalée diffusée par Arte, Comme un air d'autoroute. Il surprend aussi en acceptant un premier rôle dramatique, celui d'un cadre en burn-out dans le téléfilm 15 jours ailleurs, réalisé par Didier Bivel. Il y a pour partenaire Judith Chemla.
Dans la foulée, Riad Sattouf lui confie un rôle dans son second long-métrage, la satire Jacky au royaume des filles. Le film sort en 2014. Cette année est surtout marquée par ses retrouvailles avec Bernard Campan et Pascal Légitimus pour Les Trois Frères : le retour, qui fait suite à leur succès de 1995.
La même année, il joue aussi le premier rôle masculin d'un téléfilm, Le Voyage de Monsieur Perrichon. Cette adaptation d'une pièce d'Eugène Labiche est signée Éric Lavaine. Il apparaît dans un court-métrage de prévention contre les violences conjugales, pour Amnesty.

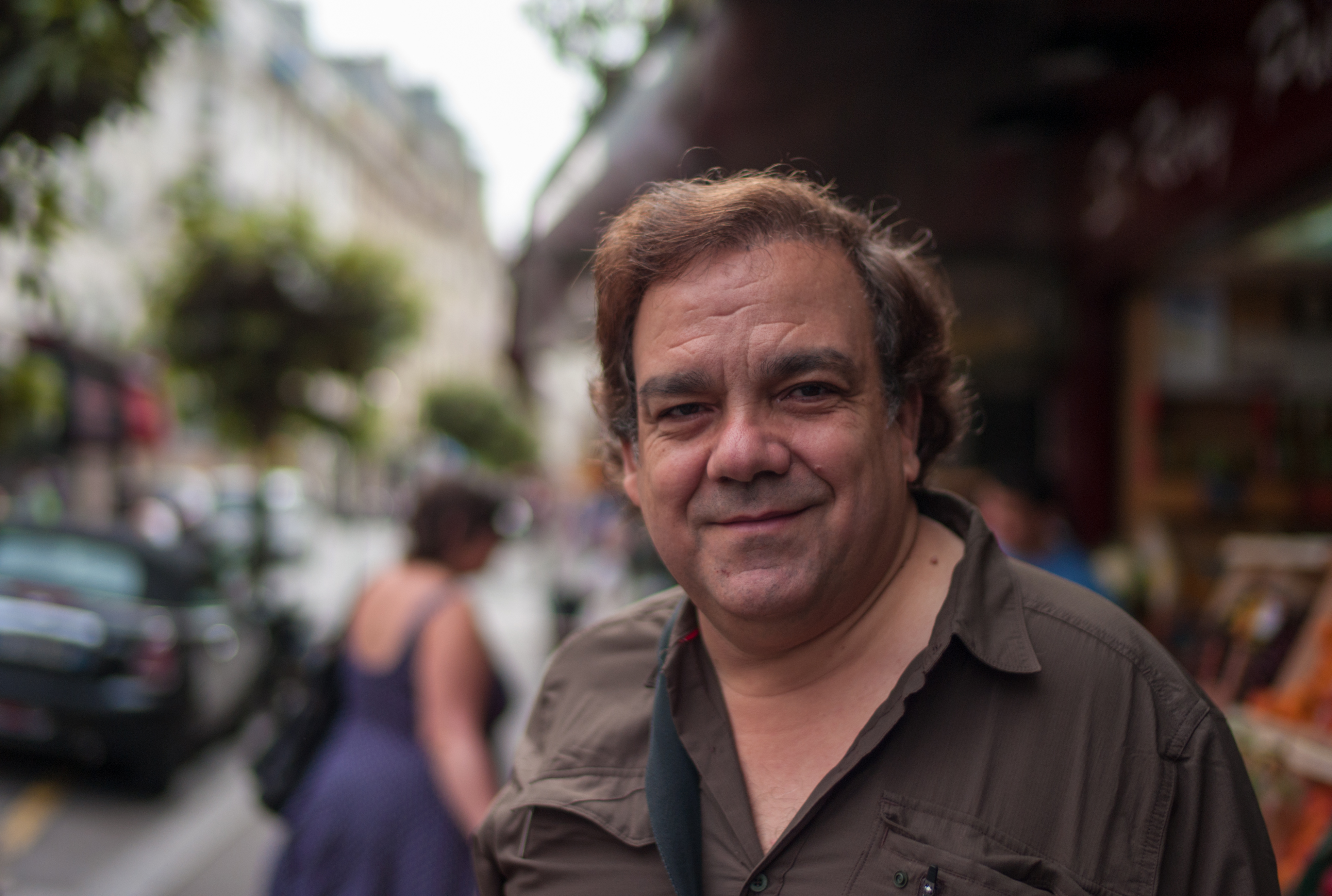
L'acteur à Paris, fin 2013.

### Seconds rôles dans des comédies populaires (depuis 2015)
Par la suite, il se contente de seconds rôles dans des comédies populaires : en 2015, il joue dans le remake Un village presque parfait, de Stéphane Meunier et apparaît dansLes Profs 2, de Pierre-François Martin-Laval. Il joue également dans Le Grand Partage, d'Alexandra Leclere.
En 2017, il collabore avec le scénariste-réalisateur-acteur Philippe Lacheau, pour Alibi.com, un gros succès. il joue la même année dans Les Nouvelles Aventures de Cendrillon, de Lionel Steketee. Un flop critique et commercial.
L'acteur conclut l'année avec deux projets très différents : il renoue avec le drame en tenant un second rôle dans l'adaptation de Romain Gary La Promesse de l'aube, réalisée par Éric Barbier. Il y apporte cependant une dimension comique propice à son personnage dans le film. Puis il tente de nouveau la comédie de couples, avec Garde alternée d'Alexandra Leclère où il a pour femme Valérie Bonneton et pour maîtresse Isabelle Carré.
Philippe Lacheau, en 2019, lui donne la réplique dans l'adaptation Nicky Larson et le Parfum de Cupidon.
En 2022, il est à l'affiche du film L'homme parfait, qui se révèle être un échec au box-office.
En 2024, il joue Gérard, le concessionnaire qui marie son fils, dans Cocorico.

### Vie privée
Didier Bourdon a trois enfants : un fils (Olivier, né en 1982), issu de sa première union et deux filles (nées en 2006 et 2010) de sa compagne Marie-Sandra Badini Duran, avec qui il s'est marié le 14 avril 2023.
En 2022, il reconnaît ne pas avoir été un père exemplaire pour son premier fils. Dans la même interview, il révèle que ce dernier travaille pour Pfizer.

## Filmographie

### Acteur
- 1982 : Le Bourgeois gentilhomme de Roger Coggio
- 1982 : Les Chômeurs en folie de Georges Cachoux : Anatole
- 1983 : S.A.S. à San Salvador de Raoul Coutard : l'étudiant armé qui ouvre la porte
- 1985 : Le téléphone sonne toujours deux fois !! de Jean-Pierre Vergne : Marc Elbichon/Marcel Bichon
- 1992 : L'Œil qui ment de Raoul Ruiz : docteur Felicien
- 1994 : La Machine de François Dupeyron : Michel Zyto
- 1995 : Les Trois Frères de Lui-même et Bernard Campan : Didier Latour
- 1997 : Tout doit disparaître de Philippe Muyl : Robert Millard
- 1997 : Le Pari de Lui-même et Bernard Campan : Didier
- 1999 : Doggy Bag de Frédéric Comtet : William
- 2000 : Antilles sur Seine de Pascal Légitimus : La seconde femme de ménage antillaise
- 2000 : L'Extraterrestre de Lui-même  : Zerph
- 2001 : Les Rois mages de Lui-même et Bernard Campan : Balthazar
- 2003 : À l'abri des regards indiscrets (court-métrage) de Ruben Alves et Hugo Gélin : le mendiant aux « milliards »
- 2003 : Fanfan la Tulipe de Gérard Krawczyk : Louis XV
- 2003 : Sept Ans de mariage de Lui-même  : Alain
- 2003 : Les Clés de bagnole de Laurent Baffie : un comédien qui refuse de tourner avec Laurent
- 2004 : Madame Edouard de Nadine Monfils : Irma
- 2005 : Vive la vie de Yves Fajnberg : Richard Lewitsky
- 2006 : Une grande année, de Ridley Scott : Francis Duflot
- 2006 : Madame Irma de Lui-même et Yves Fajnberg : Francis/Madame Irma
- 2008 : Bouquet Final de Michel Delgado : Gervais Bron
- 2009 : Bancs publics (Versailles Rive-Droite) de Bruno Podalydès : un capitaine
- 2009 : Bambou de Lui-même  : Alain Lenoir
- 2014 : Jacky au royaume des filles de Riad Sattouf : Brunu
- 2014 : Les Trois Frères : le retour de lui-même et Bernard Campan : Didier Latour
- 2015 : Un village presque parfait de Stéphane Meunier : Germain
- 2015 : Les Profs 2 de Pierre-François Martin-Laval : Serge Cutiro
- 2015 : Le Grand Partage d'Alexandra Leclere : Pierre Dubreuil
- 2017 : Alibi.com de Philippe Lacheau : Gérard
- 2017 : Les Nouvelles Aventures de Cendrillon de Lionel Steketee : le roi
- 2017 : La Promesse de l'aube d'Éric Barbier : Alex Gubernatis
- 2017 : Garde alternée d'Alexandra Leclère : Jean
- 2018 : Nicky Larson et le Parfum de Cupidon de Philippe Lacheau : Dominique Letellier
- 2019 : Beaux-parents d'Hector Cabello Reyes : André
- 2021 : Mes très chers enfants d'Alexandra Leclère : Christian
- 2022 : Permis de construire d'Éric Fraticelli : Romain Leblanc
- 2022 : L'Homme parfait de Xavier Durringer : Franck Pernet
- 2023 : La Guerre des Lulus de Yann Samuell : Gaston
- 2023 : Alibi.com 2 de Philippe Lacheau : Gérard
- 2023 : 38°5 quai des Orfèvres de Benjamin Lehrer : le commissaire Franck Keller
- 2023 : Inestimable d'Éric Fraticelli : François
- 2023 : Chasse gardée d'Antonin Fourlon et Frédéric Forestier : Bernard
- 2024 : Cocorico de Julien Hervé : Gérard Martin
- 2024 : À l’ancienne de Hervé Mimran : Jean-Jean
- 2024 : Quatre Zéros de Fabien Onteniente : José Pinto
- 2024 : Un Noël en famille de Jeanne Gottesdiener : Alain Lamarre
- 2025 : Natacha (presque) hôtesse de l'air de Noémie Saglio : André Molrat
- 2025 : Le Jour G de Claude Zidi Jr. :
- 2025 : Chasse gardée 2 d'Antonin Fourlon et Frédéric Forestier : Bernard
- 2025 : C'était mieux demain de Vinciane Millereau : Michel
- Prochainement : Permis de détruire d'Éric Fraticelli

### Télévision
- 1977 : Commissaire Moulin (série télévisée), épisode Cent mille soleils de Claude-Jean Bonnardot : un jeune footballeur
- 1982 : Le Petit Théâtre de Bouvard (émission de télévision)
- 1982 : Casting (téléfilm) d'Arthur Joffé
- 1990 : La Télé des Inconnus (série télévisée) : divers rôles
- 2003 : Kelif et Deutsch à la recherche d'un emploi (série télévisée), 1 épisode
- 2008 : Myster Mocky présente (série télévisée) de Jean-Pierre Mocky, épisode La Clinique opale
- 2009 : Contes et nouvelles du XIXe siècle (série télévisée), épisode Le Bonheur dans le crime de Denis Malleval : le docteur Crosnier
- 2012 : Comme un air d'autoroute (téléfilm) de Franck Lebon et Vincent Burgevin : Degrand
- 2013 : 15 jours ailleurs (téléfilm) de Didier Bivel : Vincent
- 2014 : Le Voyage de Monsieur Perrichon (téléfilm) d'Éric Lavaine : M. Perrichon
- 2017 : La Mort dans l'âme (téléfilm) de Xavier Durringer : Marc Lagnier
- 2018 : Scènes de ménages : Au boulot ! (série télévisée) : Chamard
- 2021 : 100 % bio (téléfilm) de Fabien Onteniente : Gabi
- 2021 : À tes côtés (téléfilm) de Gilles Paquet-Brenner : Marcel
- 2022 : Tous Inconnus (téléfilm) de Nicolas Hourès : Didier Bourdon
- 2024 : Le Daron (série télévisée) de Frank Bellocq : Vincent Daron

### Scénariste
- 1985 : Le téléphone sonne toujours deux fois !!
- 1990 : La Télé des Inconnus (émissions télévisées)
- 1995 : Les Trois Frères
- 1997 : Le Pari
- 2000 : L'Extraterrestre
- 2001 : Les Rois mages
- 2003 : Sept Ans de mariage
- 2005 : Vive la vie (sous le pseudonyme de Daniel Baroghel) d'Yves Fajnberg
- 2006 : Madame Irma
- 2009 : Bambou
- 2014 : Les Trois Frères : le retour

### Réalisateur
- 1995 : Les Trois Frères (coréalisé avec Bernard Campan)
- 1997 : Le Pari (coréalisé avec Bernard Campan)
- 2000 : L'Extraterrestre
- 2001 : Les Rois mages (coréalisé avec Bernard Campan)
- 2003 : Sept Ans de mariage
- 2006 : Madame Irma (coréalisé avec Yves Fajnberg)
- 2009 : Bambou
- 2014 : Les Trois Frères : le retour (coréalisé avec Bernard Campan)

### Producteur
- 2005 : Vive la vie d'Yves Fajnberg

## Discographie

### Albums studio
- 2021 - Le bourdon (Kuroneko Distribution) [15]

### Singles
- 2005 - On Peuplu Rien Dire (Sony Music Entertainment)
- 2013 - 60 millions de français (Et moi et moi et moi) (Blanc & Black Production)
- 2021 - Pourquoi tu te mets à la chanson ? (Quieres Production et Master Movies)

### Musique de film
- 1995 : Les Trois Frères - compositeur
- 2014 : Les Trois Frères : le retour - compositeur, parolier et guitariste

### Clips
- 2021 : Près des étoiles, vidéo-clip de la chanson de Soprano

## Théâtre
- 1978 : Dom Juan de Molière, mise en scène Jean Meyer, Théâtre des Célestins
- 1979 : Le Chandelier d'Alfred de Musset, mise en scène Jean Meyer, Théâtre des Célestins
- 1981 : Amusez-vous... Ah ces années 30 écrit et mise en scène par Jacques Décombe, Théâtre de la Michodière
- 2009 : La Cage aux folles, de Jean Poiret, mise en scène Didier Caron, théâtre de la Porte-Saint-Martin avec Christian Clavier
- 2018 : Les Inséparables de Stéphan Archinard et François Prévôt-Leygonie, mise en scène Ladislas Chollat, théâtre Hébertot
- 2019 : Jo d'Alec Coppel, mise en scène Benjamin Guillard, théâtre du Gymnase

### Au théâtre ce soir
- 1978 : Un ménage en or de Jean Valmy et Marc Cab, mise en scène Maurice Ducasse, réalisation Pierre Sabbagh, théâtre Marigny
- 1978 : Le Colonel Chabert d'après Honoré de Balzac, mise en scène Jean Meyer, réalisation Pierre Sabbagh, théâtre Marigny, dans lequel il interprète le rôle du fils de Derville[16].
- 1978 : Volpone de Jules Romains et Stefan Zweig d'après Ben Jonson, mise en scène Jean Meyer, réalisation Pierre Sabbagh, théâtre Marigny

## Distinctions
- Les Trois Frères
  - César du meilleur premier film
- Madame Irma
  - Grand Prix du Jury - Festival du film de Sarlat
  - Grand Prix au Festival du film européen de Montecarlo
  - Prix du Meilleur Acteur au Festival du film de Cosne-sur-Loire
- 15 jours ailleurs
  - Prix d'interprétation masculine au Festival du film de télévision de Luchon 2013